# Primeira Batalha de Monte Grappa

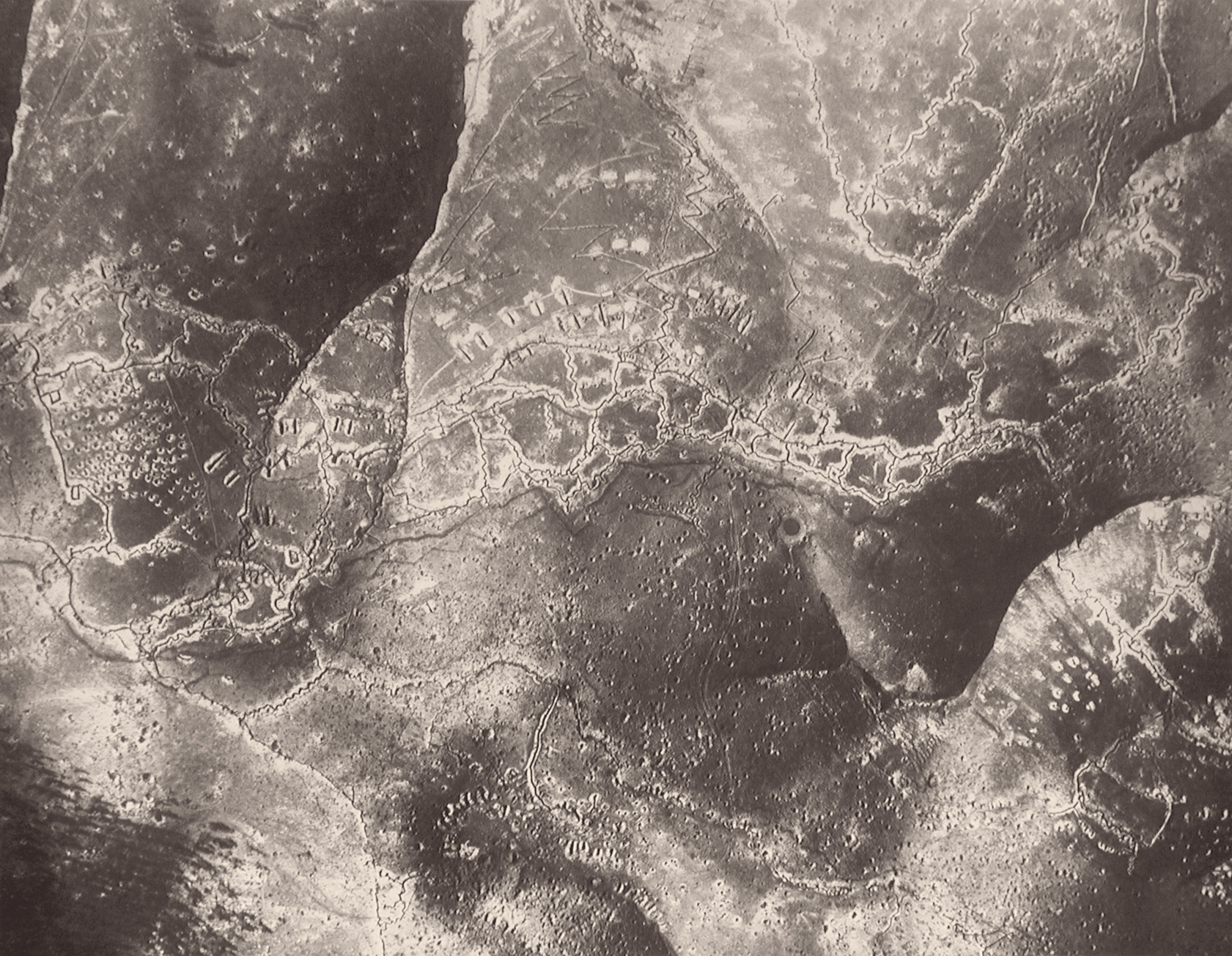
Trincheiras austríacas no flanco de Asolone do maciço do Monte Grappa

A Primeira Batalha de Monte Grappa, também conhecida como Primeira Batalha do Piave na Itália (em italiano:  Prima battaglia del Piave), foi uma batalha travada durante a Primeira Guerra Mundial entre os exércitos do Império Austro-Húngaro apoiados pelo Império Alemão e pelo Reino da Itália pelo controle do maciço de Monte Grappa, que cobria o flanco esquerdo da nova frente italiana de Piave.
O exército italiano estava em total retirada após a ofensiva austro-húngara do outono de 1917. O chefe do Estado-Maior italiano, general Luigi Cadorna, ordenou a construção de defesas fortificadas em torno do cume do Monte Grappa, a fim de tornar a cordilheira uma fortaleza inexpugnável. Quando a ofensiva austro-húngara derrotou os italianos, o novo chefe do Estado-Maior italiano, Armando Diaz, ordenou que o Quarto Exército parasse sua retirada e defendesse essas posições entre as montanhas Roncone e Tomatico, com o apoio do Segundo Exército.
Os austro-húngaros, apesar da ajuda dos Alpenkorps do exército alemão e da superioridade numérica, não conseguiram tomar o cume da montanha durante a primeira batalha de Monte Grappa, que durou de 11 de novembro de 1917 a 23 de dezembro de 1917. Armando Diaz permitiu aos seus comandantes locais muito mais liberdade de manobra do que o seu antecessor, o que resultou numa defesa italiana mais elástica e eficaz.
Assim, a frente italiana ao longo do rio Piave foi estabilizada e os austro-húngaros não conseguiram entrar nas planícies além e tomar a cidade de Veneza.